# Niedersächsischer Landtag
Der Niedersächsische Landtag ist das Landesparlament des deutschen Landes Niedersachsen mit Sitz im Leineschloss in Hannover.

## Geschichte
Vorläufer des Niedersächsischen Landtags waren 1946 der Ernannte Hannoversche Landtag, der Ernannte Braunschweigische Landtag und der Ernannte Oldenburgische Landtag, bei denen es sich um nach dem Zweiten Weltkrieg von der Britischen Militärregierung eingesetzte Gremien zur Kontrolle der Landesregierungen handelte. Vom 9. Dezember 1946 bis 28. März 1947 bestand der Ernannte Niedersächsische Landtag.
Der am 20. April 1947 gewählte erste Niedersächsische Landtag tagte 1947, nachdem die britische Militärregierung am 1. November 1946 aus den ehemals selbstständigen Ländern Braunschweig, Hannover, Oldenburg und Schaumburg-Lippe das heutige Land Niedersachsen mit Hannover als Landeshauptstadt gegründet hatte. Das Parlament, der Niedersächsische Landtag, war zunächst und provisorisch im „Weißen Saal“ der Stadthalle Hannover untergebracht. Der Platz war sehr beengt, es gab weder Nebenräume für die Arbeit der Fraktionen und Ausschüsse noch Presse- und Publikumsbereiche. 1949 verzichtete der Rat der Stadt Hannover auf das Nutzungsrecht des Leineschlosses und ermöglichte dem Landtag die Nutzung, der es allerdings erst 1962 – nach umfangreichen Aufbau- und Umbauarbeiten – beziehen konnte.

### Landtagsgebäude

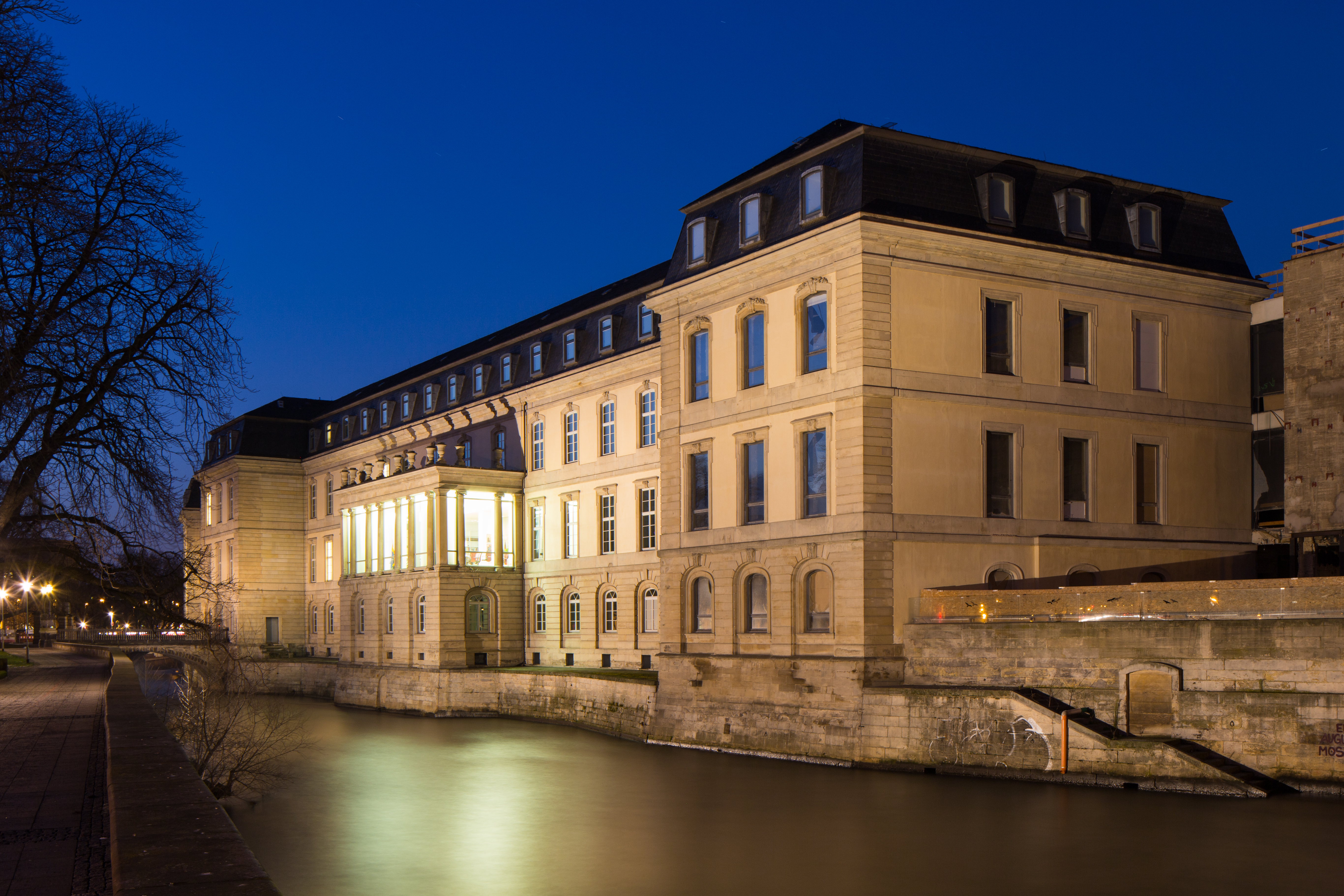
Rückseite des Leineschlosses an der Leine mit dem Arbeitszimmer des Landtagspräsidenten im ehemaligen Wintergarten

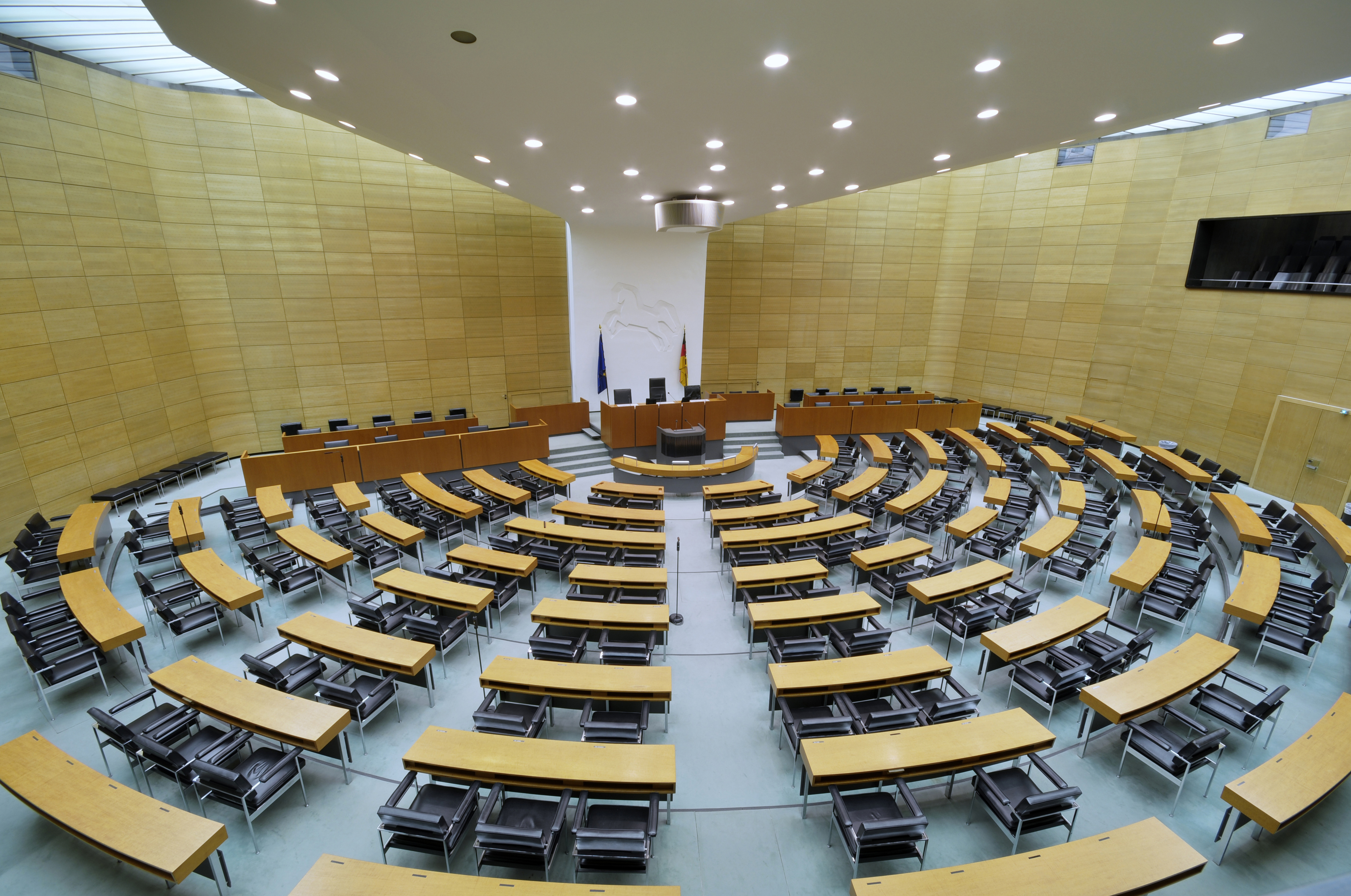
Plenarsaal vor dem Abriss 2014

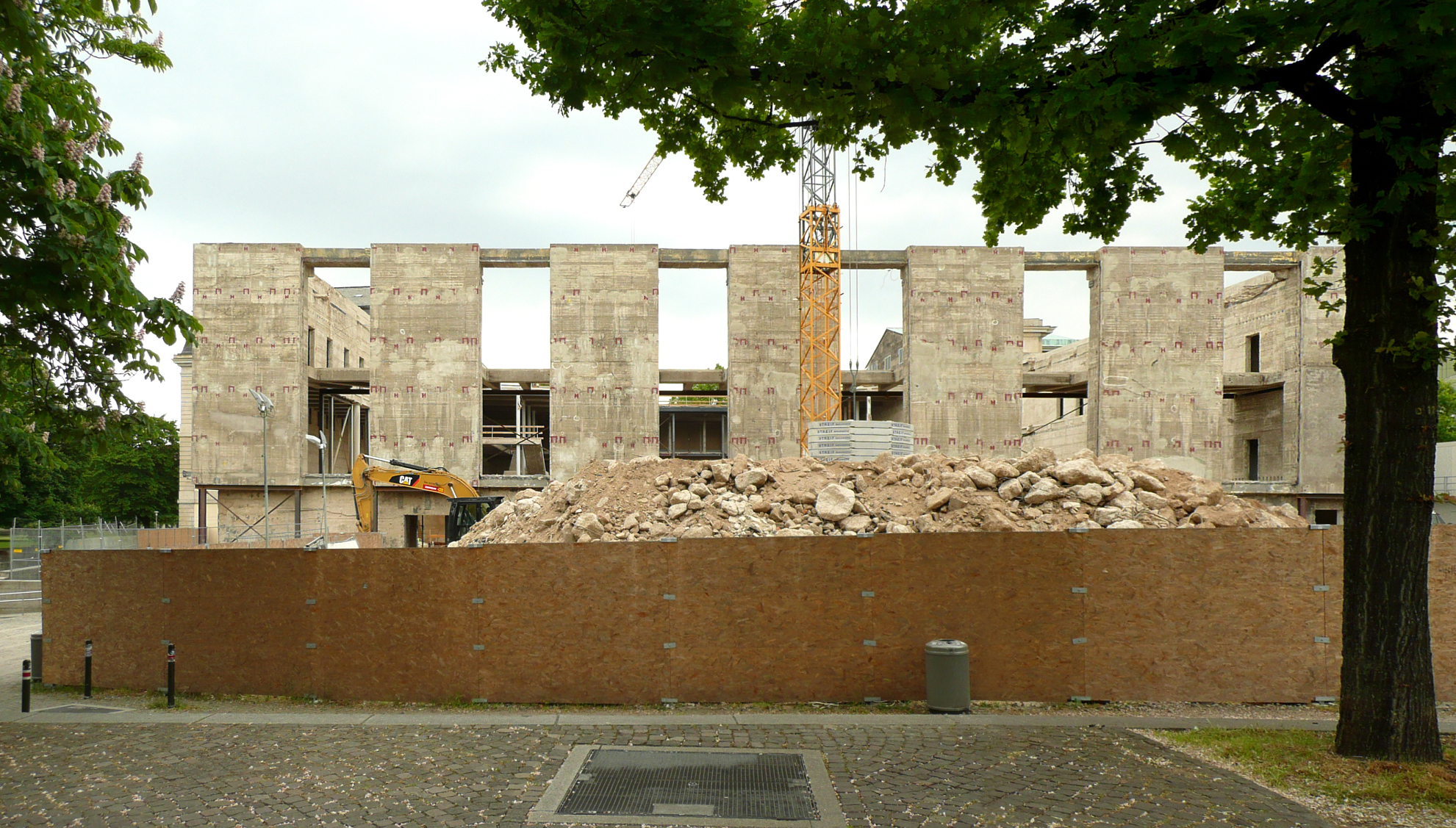
Entkernter Plenarsaal während der Sanierung, 2015

Der Landtag ist im Leineschloss untergebracht, einer klassizistischen Schlossanlage, die den Königen von Hannover bis 1866 als Residenz diente. Es befindet sich in der hannoverschen Altstadt am Hannah-Arendt-Platz. Kurz nach dem Krieg war zunächst das Provinzial-Ständehaus, in dem bis dahin der Provinziallandtag Hannover getagt hatte, als Sitz des Landtages vorgesehen. Allerdings wurde bald deutlich, dass das Bauwerk für eine Landtagsnutzung nicht groß genug wäre, insbesondere was den Plenarsaal betraf. Daher wurde 1949 beschlossen, auf das Ständehaus als Landtagsgebäude zu verzichten und dieses dem Finanzministerium als Dienstgebäude zuzuweisen. Nach der Zerstörung durch die Luftangriffe auf Hannover während des Zweiten Weltkrieges wurde das Schloss von 1957 bis 1962 wieder aufgebaut und erhielt an der östlichen Seite einen Plenarsaal, dessen Entwurf vom Hannoveraner Architekten Dieter Oesterlen stammte. Von 1947 bis 1962 tagte das Landesparlament des 1946 gegründeten Niedersachsen in einem Seitenflügel der Stadthalle Hannover.
Seit etwa dem Jahr 2000 gab es Pläne, den Plenarsaal des Landtages im Anbau von Dieter Oesterlen zu modernisieren und zu erweitern. Dazu fanden 2002 und 2010 Architekturwettbewerbe statt. Am 16. März 2010 votierten die Landtagsabgeordneten mehrheitlich für einen Abriss des denkmalgeschützten Plenarsaalgebäudes und einen Neubau nach Plänen des koreanischen Architekten Eun Young Yi an gleicher Stelle. Die Fertigstellung sollte 2012 erfolgen. In der Öffentlichkeit wurde daraufhin eine heftige Kontroverse um den Abriss geführt. Die Neubaupläne führten zur Bildung einer „Initiative Bürgerbeteiligung Landtag“. Wegen der befürchteten Überschreitung des Kostenrahmens für einen Neubau wurde im Februar 2011 bekanntgegeben, dass der Abriss nicht erfolgt. Nachdem 2012 die Entscheidung für einen Umbau im Bestand gefallen war, wurde Anfang 2013 eine Projektgruppe mit der Neugestaltung des Plenarsaals beauftragt. Im Juli 2013 sprach sich die Baukommission für das Konzept „Plenarsaal mit Stadtbezug“ des federführenden Architektur- und Innenarchitekturbüros blocher partners aus.
Ende Juli 2014 begannen die Baumaßnahmen zur Neugestaltung des Plenarsaals, die im Jahre 2017 abgeschlossen wurden. Im Gebäudeinneren erfolgte nach Lockerung des Denkmalschutzes eine Kernsanierung. Während der Sanierungsarbeiten stellte sich heraus, dass die denkmalgeschützten äußeren Betonwände durch Korrosion marode waren, so dass ihr Abriss erwogen wurde. Der damalige Präsident des Niedersächsischen Landesamtes für Denkmalpflege, Stefan Winghart, hätte einen Abriss akzeptiert, wenn die Granitfassade mit den großen Fenstereinschnitten und den Skulpturen von Kurt Schwerdtfeger wiederhergestellt worden wäre. Die denkmalgeschützten äußeren Betonwände des Landtagsgebäudes wurden für rund eine Million Euro saniert. Am 27. Oktober 2017 wurde das Landtagsgebäude wiedereröffnet.

### Landtagsgebäude als Ziel von Straftaten
Gelegentlich ist das Landtagsgebäude Ziel politisch motivierter Straftaten. Im Jahr 2023 besetzten 20 Aktivisten der Umweltschutzorganisation Greenpeace das Plenarsaaldach und hängten Transparente gegen geplante Gasbohrungen vor Borkum auf. Im Jahr 2024 beschmierten zunächst Unbekannte unmittelbar vor dem Tag der offenen Tür die Fassade sowie den Portikus des Landtagsgebäudes mit roter Farbe und Parolen zum Gaza-Krieg, was einen Schaden in Höhe von etwa 70.000 Euro verursachte. Später wurde ein Tatverdächtiger ermittelt, gegen den der Landtag Schadenersatzansprüche geltend machen will. Die Vorfälle von 2023 und 2024 führten zu einer Überprüfung des Sicherheitskonzeptes.

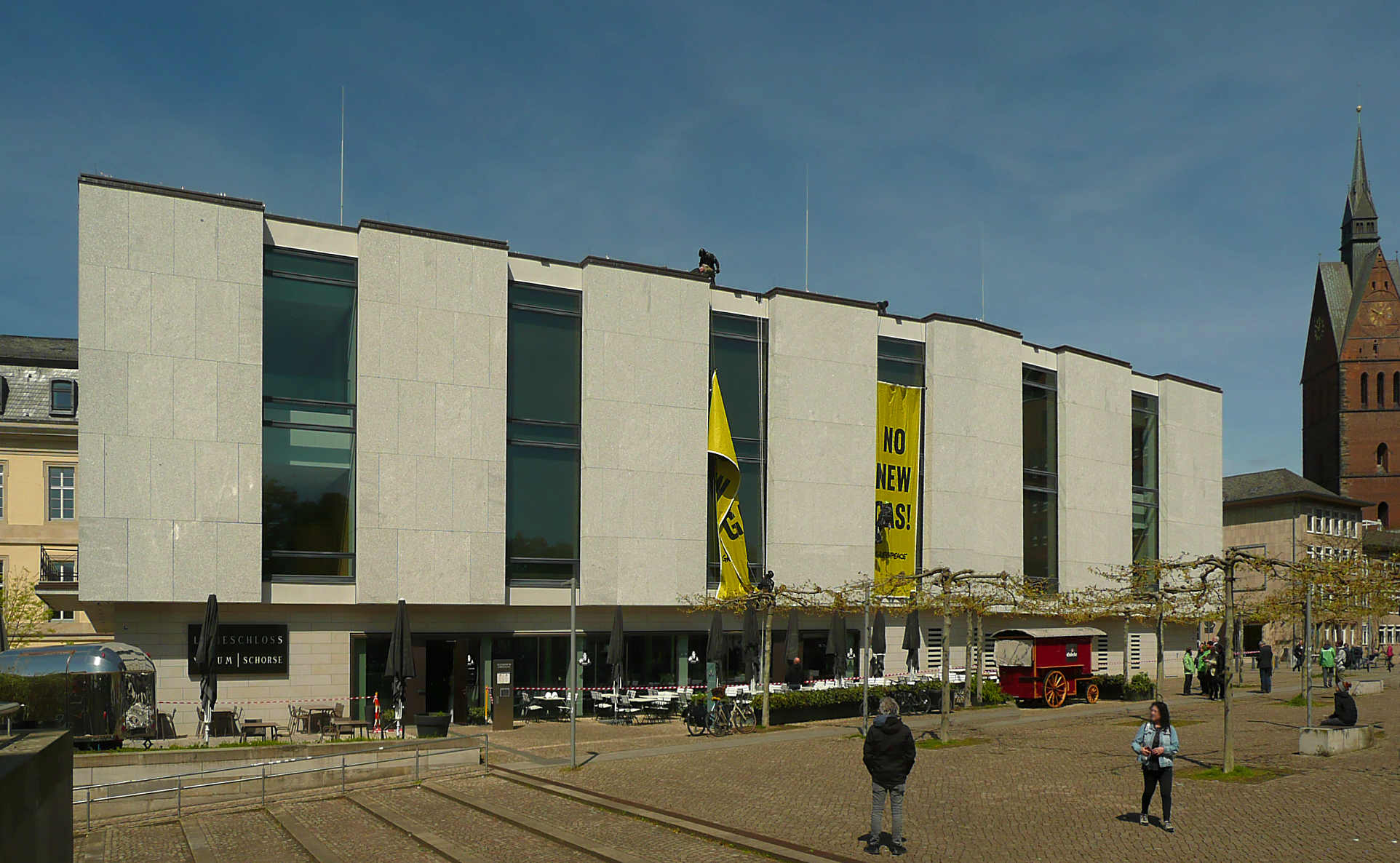
Transparentaktion am Plenarsaal gegen Gasbohrungen, 2023
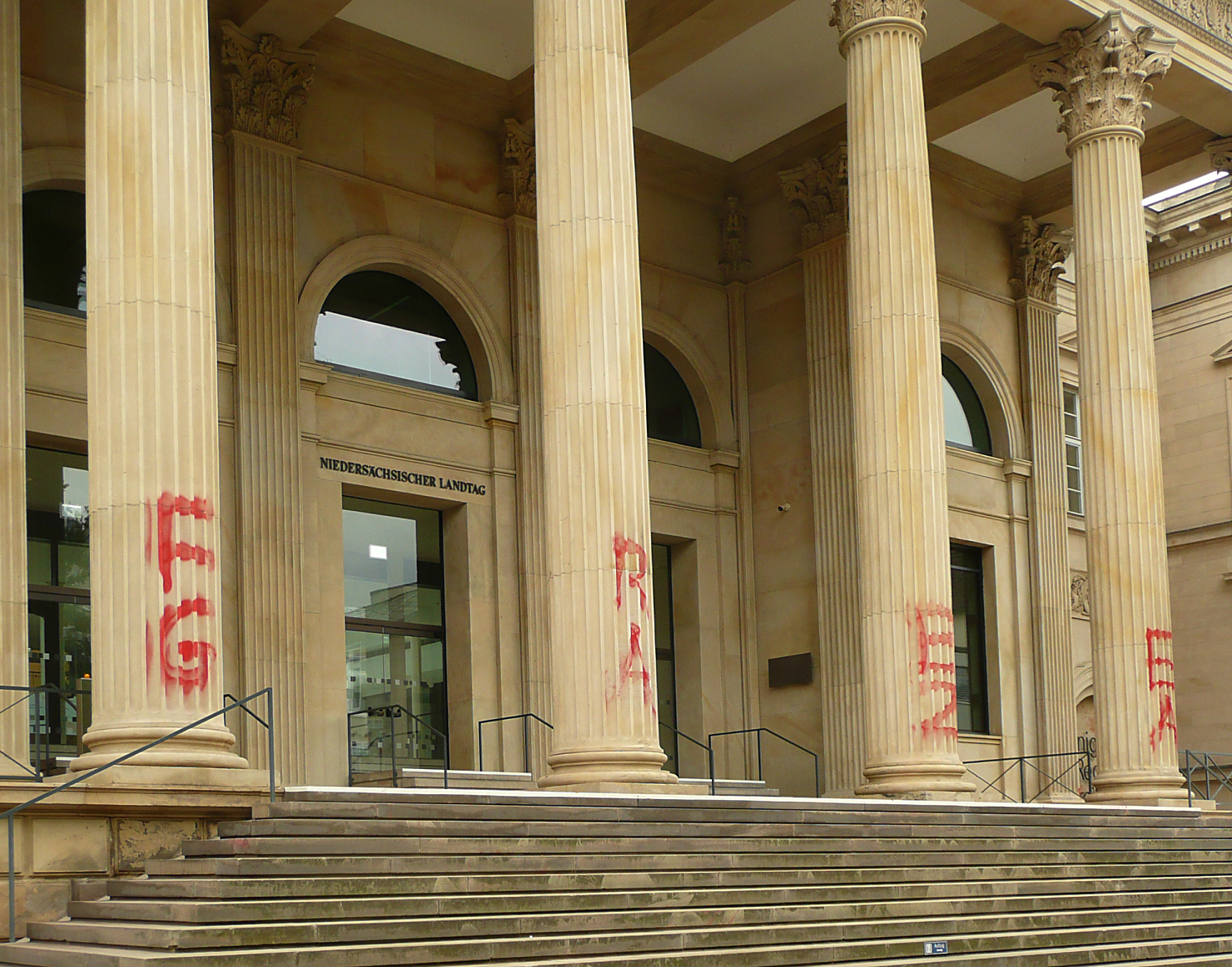
Parolen zum Gaza-Krieg am Portikus, 2024

## Verfassung
Am 3. April 1951 verabschiedete der Landtag die Vorläufige Niedersächsische Verfassung. Die Vorläufigkeit dieser ersten Landesverfassung, die am 1. Mai 1951 in Kraft trat, ergab sich aus der Teilung Deutschlands nach dem Zweiten Weltkrieg.
Nach der Wiedervereinigung Deutschlands 1990 beschloss der Landtag, der bisherigen Verfassung den Charakter des Vorläufigen zu nehmen, und verabschiedete am 13. Mai 1993 die Verfassung in ihrer heutigen Form. Damit passte der Landtag die Verfassung auch den Herausforderungen der Zukunft an. Neu in der Verfassung waren insbesondere die Aufnahme der Staatsziele „Umweltschutz“ und „Gleichberechtigung von Männern und Frauen“, die Einführung plebiszitärer Elemente sowie eine Stärkung der Rechte des Parlaments. Als weitere Staatsziele nahm die Verfassung inzwischen ein Gleichbehandlungsgebot, ein Verbot der Benachteiligung von Behinderten, die Verpflichtung zur Förderung des Sports sowie zur Versorgung der Bevölkerung mit angemessenem Wohnraum und Arbeit sowie ein Gebot zur Achtung der Tiere als Lebewesen auf.

## Stellung und Aufgaben

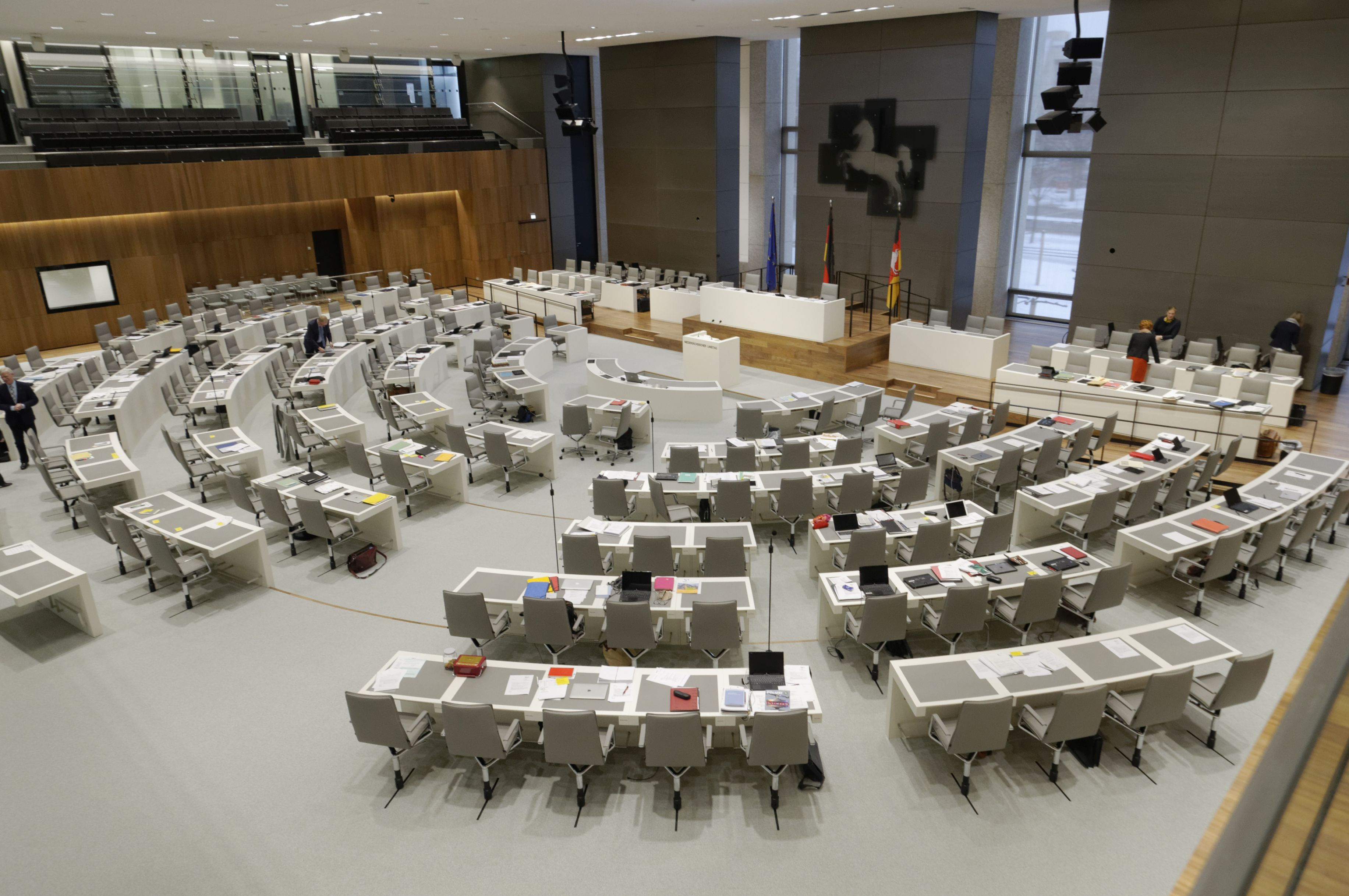
Der neue Plenarsaal, 2018

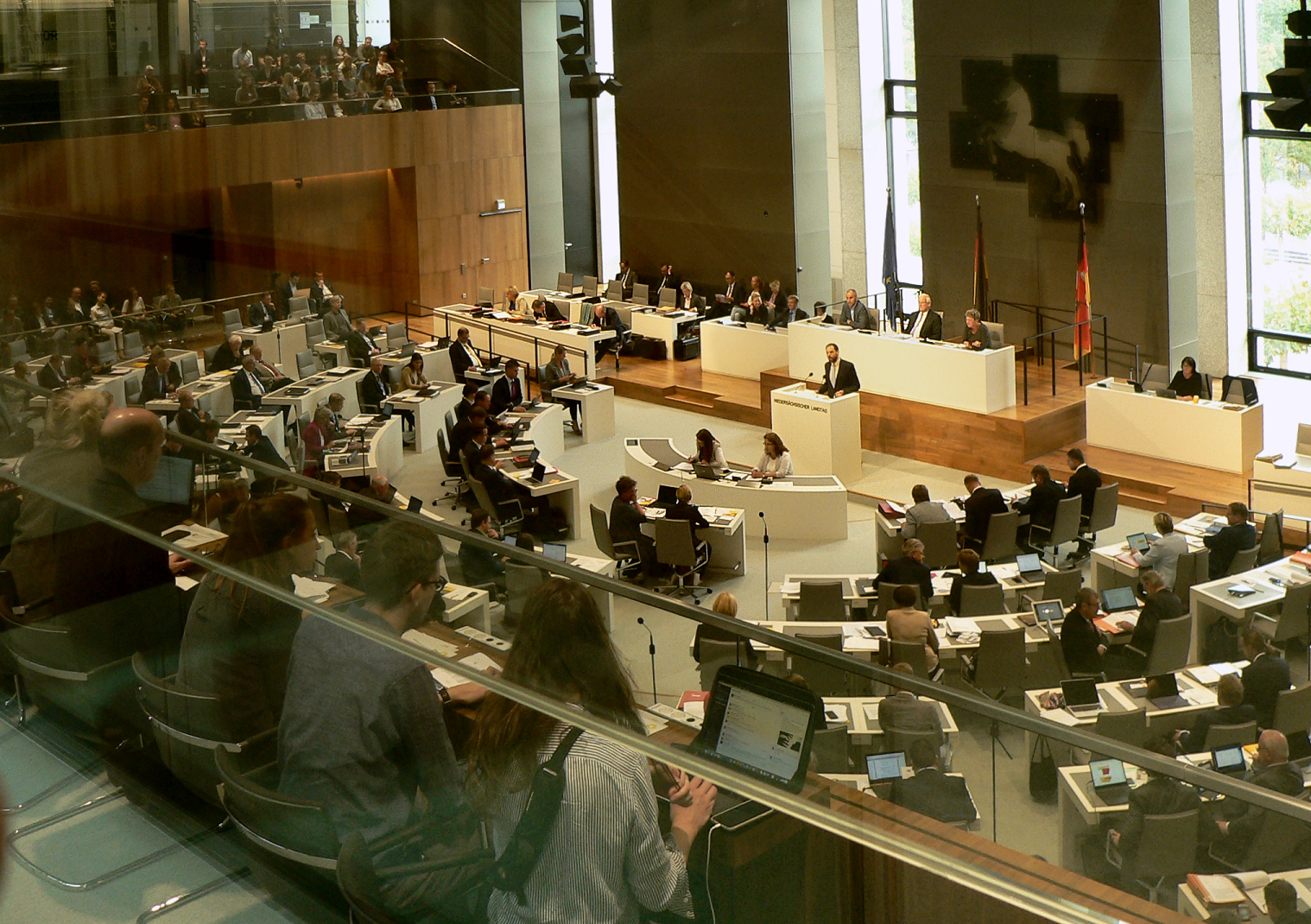
Sitzung im neuen Plenarsaal, 2019

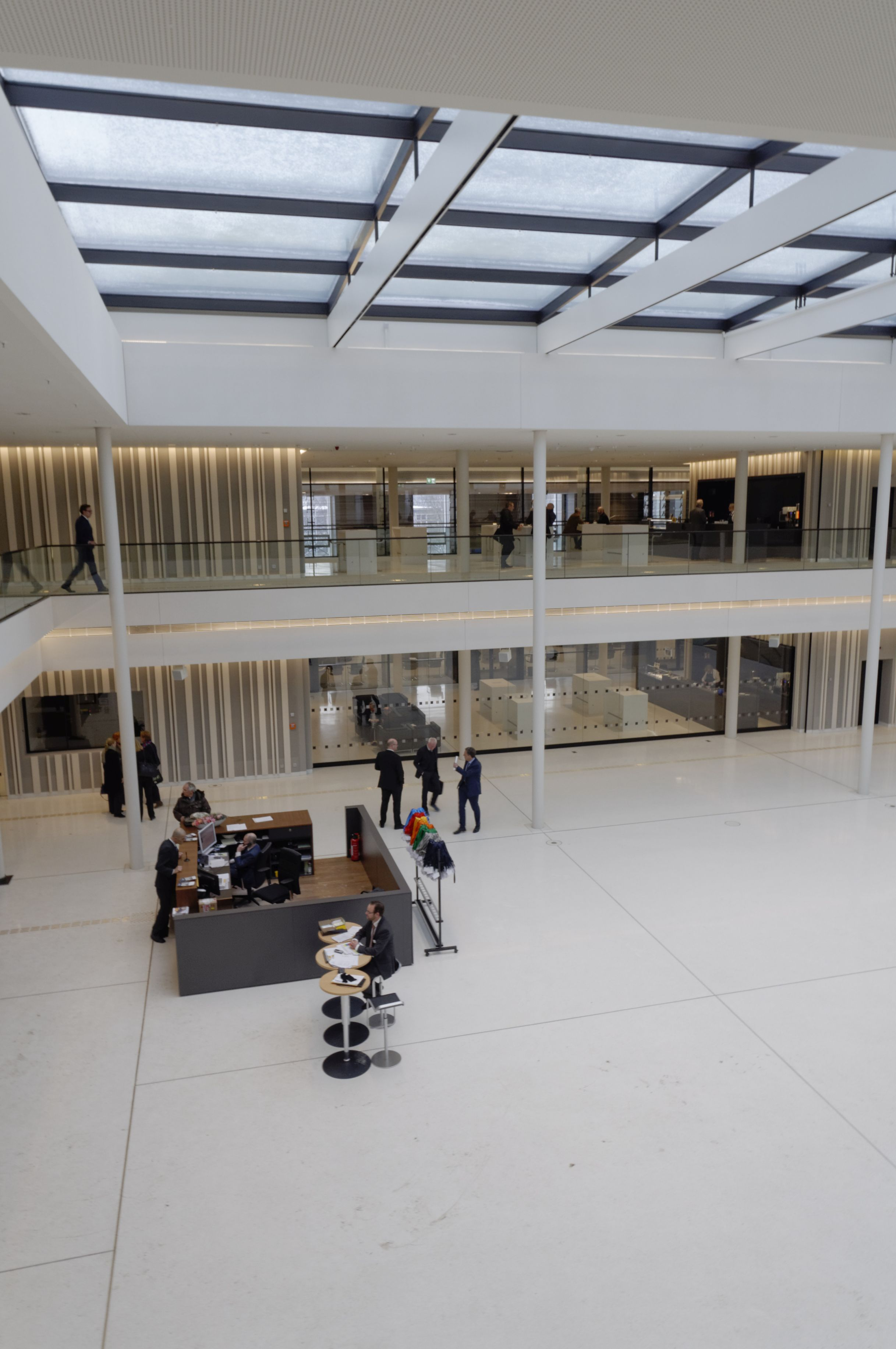
Der neue Empfangsbereich

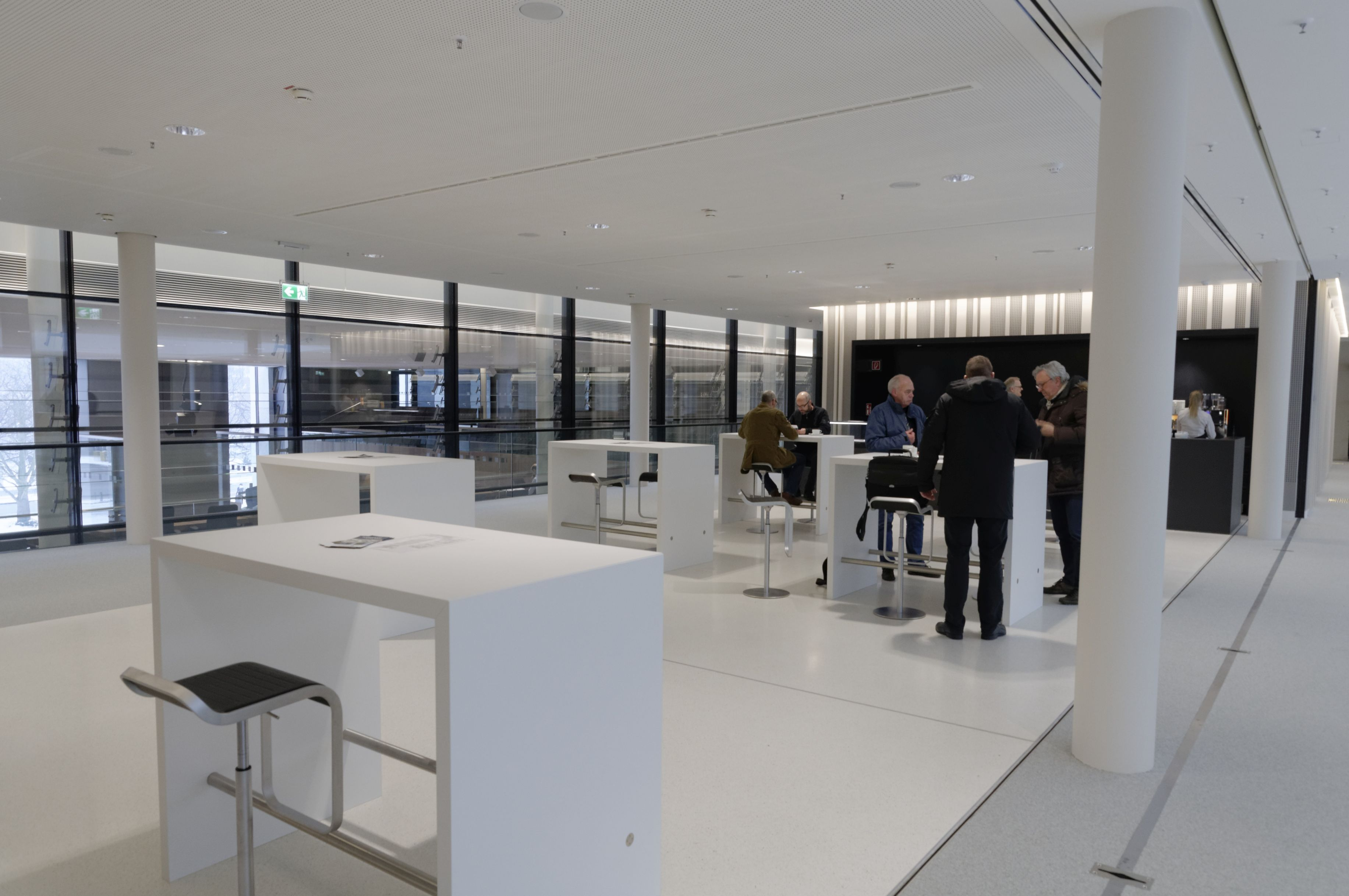
Die Kaffee-Ecke im Besucherbereich

Als gewählte Vertretung des Volkes ist der Landtag das oberste Verfassungsorgan des Landes Niedersachsen. Er verabschiedet die Landesgesetze, beschließt den Landeshaushalt und wählt den Ministerpräsidenten. Außerdem wirkt der Landtag an der Regierungsbildung mit und kontrolliert die Niedersächsische Landesregierung. Der Landtag ist Gesetzgebungsorgan, weil er die Landesgesetze für Niedersachsen verabschiedet. Er ist Repräsentationsorgan, weil er das gesamte Volk vertritt. Zugleich ist er Transformationsorgan, weil er die unterschiedlichen Auffassungen und Interessen der Bürger in rechtlich wirksame, staatslenkende Entscheidungen umsetzt. Er ist Wahlorgan, weil seine Abgeordneten die Mitglieder anderer Staatsorgane wählen (Landesregierung, Niedersächsischer Staatsgerichtshof, Niedersächsischer Landesrechnungshof, Landesbeauftragter für den Datenschutz). Außerdem ist er Kontrollorgan, da er mit verschiedenen Instrumenten die Landesregierung und deren Verwaltung kontrolliert.

### Verfassungsrechtliche Stellung

#### Landtag
Der Landtag – also das Parlament – bildet die gesetzgebende Gewalt (Legislative) und besteht aus den vom Volk gewählten Volksvertretern, den Abgeordneten. Oberster Repräsentant des Landtages ist der Landtagspräsident. Verfassungsorgan ist das Parlament, bestehend aus den Abgeordneten. Die Landtagsverwaltung gehört nicht zur Legislative, sondern ist als oberste Landesbehörde Dienstleistungsbetrieb für das Parlament.
Über die Zusammensetzung des Landtages entscheidet das Volk. Der Landtag hat somit unter den Verfassungsorganen eine herausgehobene Stellung: er wird als einziges dieser Organe unmittelbar vom Volk gewählt. Der Landtag erlässt die Landesgesetze, die von der Landesregierung ausgeführt werden und kontrolliert die Landesregierung. Darüber hinaus beschließt er unter anderem den Landeshaushalt und wählt den Ministerpräsidenten oder die Ministerpräsidentin.

#### Landesregierung
Die oder der vom Landtag gewählte Ministerpräsident/-in sowie die Ministerinnen und Minister bilden die Niedersächsische Landesregierung, auch Kabinett genannt. Sie stellt die ausführende Gewalt (Exekutive) dar.
Oberster Repräsentant der Landesregierung ist die Ministerpräsidentin oder der Ministerpräsident, deren Behörde die Niedersächsische Staatskanzlei ist. Die Behörden der anderen Mitglieder der Landesregierung sind die jeweiligen Ministerien. Zur Exekutive gehören zwar auch die Ministerien und deren nachgeordnete Verwaltungsbehörden, das Verfassungsorgan selbst ist aber die Landesregierung, bestehend aus Ministerpräsident/-in sowie den Ministerinnen und Ministern.
Der Landtag entscheidet über die Zusammensetzung der Landesregierung: Der Ministerpräsident oder die Ministerpräsidentin wird vom Landtag gewählt, ernennt die Ministerinnen und Minister, die dann vom Landtag bestätigt werden müssen. Die Landesregierung führt die vom Landtag erlassenen Landesgesetze aus und hat in bestimmten Fällen gegenüber dem Landtag eine besondere Informationspflicht.

#### Staatsgerichtshof
Der Niedersächsische Staatsgerichtshof ist das Verfassungsgericht des Landes Niedersachsen und somit ein Teil der rechtsprechenden Gewalt (Judikative). Er hat seinen Sitz in Bückeburg und ist ein Verfassungsorgan, welches gegenüber den übrigen Verfassungsorganen (Landtag, Landesregierung) selbstständig und unabhängig ist.
Der Staatsgerichtshof setzt sich zusammen aus neun Mitgliedern, an dessen Spitze die Präsidentin oder der Präsident des Staatsgerichtshofes steht. Zur Judikative gehören auch alle übrigen Gerichte, aber nur der Staatsgerichtshof ist Verfassungsorgan. Der Staatsgerichtshof entscheidet unter anderem über Verfassungsstreitigkeiten oberster Landesbehörden, Streitigkeiten bei der Durchführung plebiszitärer (volksbefragender) Elemente, Vereinbarkeit von Landesgesetzen mit der Landesverfassung oder Abgeordnetenanklagen.
Die Mitglieder des Staatsgerichtshofes werden vom Landtag gewählt.

### Aufgaben und Rechte
Der Landtag hat zahlreiche Aufgaben. Er verabschiedet Gesetze; wählt den Präsidenten und das Präsidium des Landtages, den Ministerpräsidenten, die Mitglieder des Staatsgerichtshofes, den Präsidenten und Vizepräsidenten des Landesrechnungshofs und den Landesbeauftragten für Datenschutz; er bildet Ausschüsse, beschließt den jährlichen Landeshaushalt, bestätigt und kontrolliert die Landesregierung.

#### Kontrollfunktion
Die Landesregierung ist in bestimmten Fällen verpflichtet, den Landtag von sich aus zu informieren: etwa über die Vorbereitung von Gesetzen, über Grundsatzfragen der Landesplanung oder Großvorhaben. Eine der wichtigsten Aufgaben des Landtages ist die Überwachung der Landesregierung. Die Niedersächsische Verfassung gibt den Volksvertretern ein umfassendes Auskunfts- und Fragerecht. Die Regierung muss Anfragen von Abgeordneten nach bestem Wissen unverzüglich und vollständig beantworten. Die Geschäftsordnung des Landtages bestimmt die Gestaltung des Fragerechts. Danach gibt es Große Anfragen, die eine Fraktion oder eine Gruppe von mindestens zehn Abgeordneten schriftlich an die Landesregierung richten kann. Sie betreffen meist landesweite Probleme und werden im Plenum öffentlich gestellt, beantwortet und diskutiert. Kleine Anfragen können die einzelnen Abgeordneten schriftlich oder mündlich in der Fragestunde äußern. Dabei geht es meist um regionale Angelegenheiten. Dringliche Anfragen sind besonders wichtige Anfragen mit verkürzter Antwortfrist. Sie dienen der Aufklärung aktueller, oft auch politisch brisanter Fragen. Außerdem muss die Regierung auf Verlangen von mindestens einem Fünftel der Mitglieder eines Ausschusses Akteneinsicht gewähren.
Eine besondere Funktion hat die Aktuelle Stunde während eines Tagungsabschnitts des Parlaments. In dieser Kurzdebatte geht es überwiegend um Angelegenheiten von allgemeinem, aktuellem Interesse. Die Aktualität der Themen und die sehr enge Redezeitbegrenzung bilden den besonderen Reiz dieser Debatte für Zuschauer auf den Besucherrängen und Medienvertreter. Die Aktuelle Stunde fördert die Thematisierung brisanter politischer Themen im Parlament und wirkt dem Missstand entgegen, dass diese Themen eher auf Pressekonferenzen sowie in Regierungs- oder Fraktionsverlautbarungen angesprochen werden.
Für die Kontrollfunktion ebenso wichtig ist das Instrument des Untersuchungsrechts. Es berechtigt den Landtag, einen parlamentarischen Untersuchungsausschuss einzusetzen, um einen bestimmten Sachverhalt im öffentlichen Interesse aufzuklären. Auf Antrag von mindestens einem Fünftel seiner Mitglieder ist der Landtag verpflichtet, einen Untersuchungsausschuss einzusetzen. Der parlamentarische Untersuchungsausschuss führt dazu ein gerichtsähnliches Verfahren durch. Dabei hat er einen sehr weit gehenden Auskunftsanspruch gegenüber der Landesregierung, deren Beauftragten und auch gegenüber Dritten. Über das Ergebnis seiner Untersuchung erstattet er dem Landtag Bericht. Zeugen, die vor einem Untersuchungsausschuss aussagen, sind zur Wahrheit verpflichtet.

#### Budgetrecht
Der Landtag beschließt den niedersächsischen Landeshaushalt. Das Parlament ist dabei nicht an die Vorlage der Regierung gebunden, muss allerdings bei Änderungen die dafür notwendige finanzielle Deckung schaffen. Da die meisten politischen Vorhaben Geld kosten, ist der Haushaltsentwurf eine Art Regierungsprogramm in Zahlen. Seine Debatte im Landtag gehört zu den Höhepunkten der parlamentarischen Auseinandersetzung.
Das Budgetrecht, also die Befugnis, zu entscheiden, wofür wie viel Geld ausgegeben wird, gilt traditionell als das „Königsrecht“ des Parlaments. Es umfasst die Prüfung, Änderung und Genehmigung des von der Regierung aufgestellten Haushaltsentwurfs. Allerdings stehen gut vier Fünftel der im Landeshaushalt ausgewiesenen Ausgaben von vornherein fest, weil sie für Löhne, Gehälter und (bundes-)rechtlich verbindliche Sachausgaben eingeplant werden müssen. Nur das restliche Fünftel steht wirklich zur Debatte und kann in den parlamentarischen Beratungen umgeschichtet werden. Zum Budgetrecht des Landtages gehört neben der Haushaltsbewilligung auch die Kontrolle über den Haushaltsvollzug. Gestützt auf die Prüfberichte des Landesrechnungshofes befindet der Landtag am Ende eines jeden Haushaltsjahres darüber, ob die Regierung und ihre Behörden plangetreu und sparsam gewirtschaftet haben.

## Wahlperioden
Die Rahmenbedingungen der Wahlperiode des Niedersächsischen Landtages werden festgelegt durch die Niedersächsische Verfassung. Die Dauer der Wahlperiode betrug zunächst vier Jahre, seit der 14. Wahlperiode beträgt sie fünf Jahre. Heute beginnen und enden Wahlperioden jeweils mit der konstituierenden Sitzung, die spätestens für den 30. Tag nach der Landtagswahl einberufen werden muss. Bis 1990 waren Anfang und Ende der Wahlperiode fester terminiert und betrugen meist exakt vier Jahre.
Zu vorgezogenen Neuwahlen und damit verkürzten Wahlperioden kam es bisher zwei Male, 1970 und 2017.
|    | Wahl | Wahlperiode                          | Sitze | Mitglieder              | Sitzungen | Landesregierung                   |
| -- | ---- | ------------------------------------ | ----- | ----------------------- | --------- | --------------------------------- |
| 1  | 1947 | 20. April 1947 – 12. Mai 1951        | 149   | 179                     | 130       | Kopf II, Kopf III                 |
| 2  | 1951 | 13. Mai 1951 – 12. Mai 1955          | 158   | 200                     |           | Kopf IV                           |
| 3  | 1955 | 13. Mai 1955 – 12. Mai 1959          | 159   | 182                     |           | Hellwege I, Hellwege II           |
| 4  | 1959 | 13. Mai 1959 – 1963                  | 157   | 173                     |           | Kopf V, Diederichs I              |
| 5  | 1963 | 1963 – 1967                          | 149   | 166                     |           | Diederichs II, Diederichs III     |
| 6  | 1967 | 1967 – 19. Juni 1970                 | 149   | 155                     |           | Diederichs IV                     |
| 7  | 1970 | 20. Juni 1970 – 19. Juni 1974        | 149   | 164                     |           | Kubel I                           |
| 8  | 1974 | 20. Juni 1974 – 19. Juni 1978        | 155   | 166                     | 94        | Kubel II, Albrecht I, Albrecht II |
| 9  | 1978 | 20. Juni 1978 – 19. Juni 1982        | 155   | 160                     | 86        | Albrecht III                      |
| 10 | 1982 | 20. Juni 1982 – 19. Juni 1986        | 171   | 184                     | 111       | Albrecht IV                       |
| 11 | 1986 | 20. Juni 1986 – 19. Juni 1990        | 155   | 163                     | 108       | Albrecht V                        |
| 12 | 1990 | 20. Juni 1990 – 22. Juni 1994        | 155   | 164                     | 108       | Schröder I                        |
| 13 | 1994 | 23. Juni 1994 – 29. März 1998        | 161   | 170                     | 106       | Schröder II                       |
| 14 | 1998 | 30. März 1998 – 3. März 2003         | 157   | 178                     | 129       | Schröder III, Glogowski, Gabriel  |
| 15 | 2003 | 4. März 2003 – 25. Februar 2008      | 183   | 199                     | 129       | Wulff I                           |
| 16 | 2008 | 26. Februar 2008 – 18. Februar 2013  | 152   | 166                     | 137       | Wulff II, McAllister              |
| 17 | 2013 | 19. Februar 2013 – 13. November 2017 | 137   | 146                     | 153       | Weil I                            |
| 18 | 2017 | 14. November 2017 – 7. November 2022 | 137   | 156                     | 140       | Weil II                           |
| 19 | 2022 | 8. November 2022 – 2027              | 146   | 158 (Stand: 23.05.2025) | 144       | Weil III, Lies                    |

## Die Leitungsgremien des Parlaments
Der höchste Repräsentant des niedersächsischen Parlaments und damit Vertreter aller Abgeordneten ist der Landtagspräsident. Er leitet die Plenarsitzungen des Landtages, übt das Hausrecht und die Ordnungsgewalt im Landtag aus und leitet dessen Verwaltung. Zusammen mit seinen Stellvertretern sowie den Schriftführern bildet er das Präsidium des Landtages. In seiner ersten, der konstituierenden Sitzung zu Beginn einer Wahlperiode wählt der Landtag sein Präsidium aus dem Kreis der Abgeordneten.
Das zweite Leitungsgremium des Landtages ist der Ältestenrat. Er besteht aus 14 von den Fraktionen benannten Mitgliedern. Den Vorsitz mit beratender Stimme hat der Landtagspräsident oder ein Stellvertreter. Der Ältestenrat beschließt die Sitzordnung im Landtag, berät den Terminplan und die Tagesordnung der Plenarsitzungen, genehmigt die Reisen der Fachausschüsse, betätigt sich als Schlichtungsstelle zwischen den Abgeordneten und dem Präsidium und befasst sich mit Angelegenheiten der Geschäftsordnung.

## Die Fraktionen
Die Fraktionen im Landtag unterstützen die Mandatsträger bei der Ausübung ihrer parlamentarischen Tätigkeit. Je geschlossener eine Fraktion nach außen auftritt, desto effektiver kann sie ihre Ziele zur Geltung bringen. Allerdings kommt es gelegentlich vor, dass Abgeordnete ihre Fraktionsgemeinschaft wegen unüberbrückbarer politischer Konflikte verlassen. Diese Abgeordneten behalten ihr Mandat mit dem Status eines fraktionslosen Abgeordneten. Die Fraktionen besetzen die vom Landtag eingerichteten Fachausschüsse und bereiten die politische Willensbildung vor. Sie erhalten aus dem Landtagshaushalt Zuschüsse, mit denen sie etwa Büropersonal oder wissenschaftliche Mitarbeiter bezahlen können. Dadurch erhalten Mitglieder einer Fraktion bessere materielle und personelle Unterstützung als ungebundene Abgeordnete. Auch das Antragsrecht und das Stimmrecht in den Ausschüssen sind in der Regel an den Fraktionsstatus geknüpft.
Jede Fraktion hat eine Vorsitzende oder einen Vorsitzenden und eine parlamentarische Geschäftsführerin oder einen parlamentarischen Geschäftsführer.
Diejenigen Mitglieder, die einem Ausschuss angehören, bilden einen Arbeitskreis. Sie berichten auf Fraktionssitzungen über ihre Beratungen, bereiten so die politische Willensbildung innerhalb der Fraktion vor und sind für den Fraktionskurs in ihrem jeweiligen Ausschuss verantwortlich.
Die Fraktionsdisziplin legt den Mitgliedern einer Fraktion eine einheitliche Stimmabgabe im Parlament nahe. Denn bei knappen Mehrheitsverhältnissen kann schon eine einzige Stimme über den politischen Erfolg oder Misserfolg entscheiden. Um zu dieser Geschlossenheit zu gelangen, ringt die Fraktion zuvor in interner Debatte um eine gemeinsame Position. Denn auch unter den Abgeordneten der gleichen Partei gibt es gelegentlich höchst unterschiedliche Meinungen.
Die niedersächsische Verfassung garantiert, dass Abgeordnete sich an keinerlei Aufträge und Weisungen halten müssen. Auf dieses Recht können Abgeordnete sich jederzeit berufen, auch gegenüber ihrer eigenen Fraktion.

### Finanzierung
Auf die Finanzierung ihres allgemeinen Bedarfs haben die Fraktionen einen Rechtsanspruch. Die Höhe der Zuschüsse beschließt der Landtag jährlich neu. Gemäß den Bestimmungen des Niedersächsischen Abgeordnetengesetzes erhalten sie monatliche Zuschüsse aus dem Landtagshaushalt zur Deckung ihres allgemeinen Bedarfs – etwa für die Bezahlung von Personal. Das Geld darf nicht für Parteizwecke, sondern nur für die parlamentarische Arbeit verwendet werden. Über ihre Einnahmen und Ausgaben müssen die Fraktionen Buch führen. Der Landesrechnungshof prüft die jährlichen Bilanzen der Fraktionen und wacht darüber, dass die Zuschüsse bestimmungsgemäß verwendet werden. Die Fraktionen müssen ihre Buchführung der Öffentlichkeit zugänglich machen. Die Jahresbilanzen werden außerdem als Landtagsdrucksache veröffentlicht.

## Wahlen zum Niedersächsischen Landtag
Alle fünf Jahre werden die mindestens 135 Abgeordneten des Landtages neu gewählt. Niedersachsen ist in 87 Wahlkreise aufgeteilt. Mit der Erststimme wird ein Kandidat des Wahlkreises und damit die Mehrheit der Abgeordneten gewählt. Mit der Zweitstimme wird die Landesliste einer Partei gewählt, und damit werden die übrigen 48 Mandate vergeben. Die Verteilung der Sitze auf die ins Parlament eingezogenen Parteien erfolgt nach dem D’Hondt-Verfahren.
Die gesetzliche Mindestzahl von 135 Abgeordneten kann sich durch so genannte Überhang- und Ausgleichsmandate erhöhen. Diese werden vergeben, wenn eine Partei mehr Direktmandate errungen hat, als ihr Mandate nach dem Zweitstimmenergebnis zustehen. Dazu wird zunächst die Mindestzahl der Sitze um die doppelte Zahl der Überhangmandate erhöht. Dann wird diese neue Gesamtzahl von Sitzen normal nach dem Zweitstimmenverhältnis auf die Parteien verteilt. Sind dann immer noch Überhangmandate übrig, werden diese ohne weiteren Ausgleich der jeweiligen Partei zugeordnet und die Zahl der Sitze des Landtags erhöht sich nochmals um die Anzahl dieser nicht ausgeglichenen Überhangmandate.

### Wahlergebnis 2022
- SPD: 57
- Grüne: 24
- CDU: 47
- AfD: 18

| Landtagswahl 2022 (Amtliches Endergebnis)in Prozent, Wahlbeteiligung: 60,3 % 403020100 33,428,114,511,04,72,71,51,03,1 SPDCDUGrüneAfDFDPLinkeTierschutzBasisSonst.Gewinne und Verlusteim Vergleich zu 2017 %p 6 4 2 0 −2 −4 −6−3,5−5,5+5,8+4,8−2,8−1,9+0,8+1,0+1,3SPDCDUGrüneAfDFDPLinkeTierschutzBasisSonst. |

### Sitzverteilung seit 1947
| Wahl | gesamt | SPD | CDU | GRÜNE | AfD | FDP | LINKE | DP     | BHE | sonstige |
| --- | ------ | --- | --- | ----- | --- | --- | ----- | ------ | --- | -------- |
| 1947 | 149    | 65  | 30  | –     | –   | 13  | –     | 27     | –   | 14       |
| 1951 | 158    | 64  | 35  | –     | –   | 12  | –     | s. CDU | 21  | 26       |
| 1955 | 159    | 59  | 43  | –     | –   | 12  | –     | 19     | 17  | 09       |
| 1959 | 157    | 65  | 51  | –     | –   | 08  | –     | 20     | 13  | –        |
| 1963 | 149    | 73  | 62  | –     | –   | 14  | –     | –      | –   | –        |
| 1967 | 149    | 66  | 63  | –     | –   | 10  | –     | –      | –   | 10       |
| 1970 | 149    | 75  | 74  | –     | –   | –   | –     | –      | –   | –        |
| 1974 | 155    | 67  | 77  | –     | –   | 11  | –     | –      | –   | –        |
| 1978 | 155    | 72  | 83  | –     | –   | –   | –     | –      | –   | –        |
| 1982 | 171    | 63  | 87  | 11    | –   | 10  | –     | –      | –   | –        |
| 1986 | 155    | 66  | 69  | 11    | –   | 09  | –     | –      | –   | –        |
| 1990 | 155    | 71  | 67  | 08    | –   | 09  | –     | –      | –   | –        |
| 1994 | 161    | 81  | 67  | 13    | –   | –   | –     | –      | –   | –        |
| 1998 | 157    | 83  | 62  | 12    | –   | –   | –     | –      | –   | –        |
| 2003 | 183    | 63  | 91  | 14    | –   | 15  | –     | –      | –   | –        |
| 2008 | 152    | 48  | 68  | 12    | –   | 13  | 11    | –      | –   | –        |
| 2013 | 137    | 49  | 54  | 20    | –   | 14  | –     | –      | –   | –        |
| 2017 | 137    | 55  | 50  | 12    | 09  | 11  | –     | –      | –   | –        |
| 2022 | 146    | 57  | 47  | 24    | 18  | –   | –     | –      | –   | –        |
| Quelle: Sitzverteilung ab 1947, Landesbetrieb für Statistik und Kommunikationstechnologie Niedersachsen |        |     |     |       |     |     |       |        |     |          |

Anmerkungen
1. ↑  KPD 8 Sitze, Zentrum 6 Sitze
2. 1 2  Gemeinsamer Antritt von CDU und DP.
3. ↑  SRP 16 Sitze, Zentrum 4 Sitze, DRP 3 Sitze, KPD 2 Sitze, DSP 1 Sitz.
4. ↑  DRP 6 Sitze, KPD 2 Sitze, Zentrum 1 Sitz.
5. ↑  Antritt als GDP.
6. ↑  NPD 10 Sitze.
7. 1 2  Gemäß Wahlprüfungsentscheidung des Niedersächsischen Landtages vom 26. Februar 1975, rechtskräftig seit dem 27. März 1975.
8. ↑  Antritt als Grüne Liste Umweltschutz

## Status der Landtagsabgeordneten
Um ungehindert ein freies Mandat wahrnehmen zu können, gewährt die Verfassung Abgeordneten besondere Schutz-, Teilnahme- und Mitwirkungsrechte. Darüber hinaus haben Abgeordnete besondere Pflichten:
- sie sind zur Mitwirkung und Teilnahme verpflichtet (insofern sind die Teilnahme- und Mitwirkungsrechte zugleich Pflichten der Abgeordneten),
- sie haben die Pflicht, die Ordnung im Parlament zu wahren,
- sie müssen die Verhaltensregeln beachten,
- es gilt das Zuwendungsverbot,
- sie müssen das Missbrauchsverbot beachten,
- und Unvereinbarkeiten mit dem Mandat ausschließen.

Ein Landtagsmitglied darf an allen Sitzungen und Abstimmungen des Landtages teilnehmen. Allerdings kann der Präsident das Mitglied von einer Sitzung ausschließen, wenn es in dieser dreimal von ihm zur Ordnung gerufen worden ist. Um initiativ zu werden, muss es sich allerdings in vielen Fällen parlamentarische Partner suchen: So sind mindestens zehn Abgeordnete erforderlich, um einen Gesetzentwurf einzubringen oder eine „Große Anfrage“ an die Landesregierung zu richten. Mit dieser Beschränkung der Mitwirkungsrechte schützt sich der Landtag vor der Selbstlähmung durch eine Unzahl von Anträgen, die ohnehin keine Mehrheit fänden.
Mitwirkungsrechte können nur von mehreren Abgeordneten gemeinsam ausgeübt werden:
- mindestens zehn (oder eine Fraktion) sind erforderlich, um etwa einen Gesetzentwurf einzubringen oder eine „Große Anfrage“ an die Landesregierung zu richten.
- Durch Beschluss von 30 Mitgliedern wird ein Gesetzentwurf an einen Ausschuss überwiesen.
- Ein Fünftel aller Abgeordneten kann verlangen, einen parlamentarischen Untersuchungsausschuss einzusetzen.
- Ein Drittel aller Abgeordneten kann ein Misstrauensvotum oder die Auflösung des Landtages beantragen.

### Abgeordnetenentschädigung
Der Niedersächsische Landtag ließ von 1983 bis 2009 eine neutrale „Diätenkommission“ darüber urteilen, ob die Abgeordnetenentschädigung (umgangssprachlich: „Diäten“) angemessen ist oder angepasst werden sollte. Diese Kommission stützte ihre jeweiligen Vorschläge auf relevante Daten zur wirtschaftlichen Entwicklung und teilte diese jährlich dem Landtagspräsidenten mit. Im Anschluss wurde im Parlament darüber abgestimmt. Die letzte Anpassung beruhte auf dem Vorschlag im Bericht der Diätenkommission für das Jahr 2009. Am 8. Juni 2010 beschloss der Niedersächsische Landtag eine Erhöhung der Abgeordnetenentschädigung in zwei Stufen (zum 1. Juli 2010 und zum 1. Januar 2011) von 5.595 auf 6.000 Euro (plus 7,23 Prozent) und weitere automatische Erhöhungen ab 2012. Weiterhin erhalten Abgeordnete des Niedersächsischen Landtages monatlich eine steuerfreie Aufwandsentschädigung von 1.048 Euro (vgl. §§ 6 ff. Niedersächsisches Abgeordnetengesetz). Der damalige Ministerpräsident Christian Wulff rechtfertigte dies mit den Worten „Der Beruf darf nicht immer unattraktiver werden. Es steht auch Abgeordneten regelmäßig eine angemessene Erhöhung zu“.
Diese Diätenerhöhung wurde als in Zeiten hoher Staatsschulden und Sparmaßnahmen als nicht gerechtfertigt bezeichnet. Ab 2012 wird die Grundentschädigung über ein Indexverfahren jeweils zum 1. Juli eines jeden Jahres angepasst. Maßstab für die Anpassung ist die allgemeine Einkommensentwicklung in der Wirtschaft und im öffentlichen Dienst in Niedersachsen, die vom Landesbetrieb für Statistik und Kommunikationstechnologie Niedersachsen (LSKN, früheres Niedersächsisches Landesamt für Statistik) festgestellt wird. Zu Beginn jeder neuen Wahlperiode beschließt der Landtag innerhalb des ersten Halbjahres nach der konstituierenden Sitzung über die Anpassung der Diäten mit Wirkung für die gesamte Wahlperiode. Die automatische Erhöhung ab 2012 wurde vom Bund der Steuerzahler als nicht transparent kritisiert und als Versuch angesehen, zukünftige öffentliche Diäten-Debatten zu vermeiden.

## Landtagsausschüsse
Der Niedersächsische Landtag verfügt in der 19. Legislaturperiode über elf ständige Ausschüsse, sechs Unterausschüsse und sechs Ausschüsse eigener Art. Sie bereiten die Beratungen des Plenums inhaltlich vor und sprechen Empfehlungen aus. Die ständigen Ausschüsse haben je 14 Mitglieder, die als Spezialisten für ihr jeweiliges Sachgebiet gelten. Die Zusammensetzung der Ausschüsse spiegelt die Mehrheitsverhältnisse des Landtages wider: Die SPD als größte Fraktion stellt sechs Mitglieder, die CDU fünf, Bündnis 90/Die Grünen zwei und die AfD ein Mitglied.
Die ständigen Ausschüsse und deren Unterausschüsse sind:
- Ausschuss für Rechts- und Verfassungsfragen
  - Unterausschuss „Justizvollzug und Straffälligenhilfe“
  - Unterausschuss „Medien“
- Ausschuss für Inneres und Sport
- Ausschuss für Haushalt und Finanzen
  - Unterausschuss „Prüfung der Haushaltsrechnungen“
- Kultusausschuss
- Ausschuss für Wissenschaft und Kultur
- Ausschuss für Wirtschaft, Verkehr, Bauen und Digitalisierung
  - Unterausschuss „Häfen und Schifffahrt“
  - Unterausschuss „Tourismus“
- Ausschuss für Ernährung, Landwirtschaft und Verbraucherschutz
  - Unterausschuss „Verbraucherschutz“
- Ausschuss für Soziales, Arbeit, Gesundheit und Gleichstellung
- Ausschuss für Umwelt, Energie und Klimaschutz
- Ausschuss für Bundes- und Europaangelegenheiten und Regionale Entwicklung
- Petitionsausschuss

Die Ausschüsse eigener Art sind:
- Wahlprüfungsausschuss
- Ausschuss zur Vorbereitung der Wahl der Mitglieder des Staatsgerichtshofs
- Ausschuss zur Vorbereitung der Wahl und der Zustimmung nach Artikel 70 Abs. 2 der Verfassung
- Datenschutzkommission
- Ausschuss für Angelegenheiten des Verfassungsschutzes
- Ausschuss zur Kontrolle besonderer polizeilicher Datenerhebungen

Die Ausschüsse befassen sich mit den Beratungsgegenständen, die ihnen vom Plenum überwiesen werden. Ihre Hauptaufgabe besteht darin, die vom Plenum überwiesenen Vorlagen, Entwürfe oder Anträge zu beraten und offene Detailfragen zu klären. Um die notwendigen Informationen einzuholen oder um komplizierte Sachverhalte aus verschiedenen Perspektiven zu beleuchten, veranstalten die Ausschüsse auch öffentliche Anhörungen. In diesen Hearings befragen die Ausschussmitglieder Sachverständige, Interessenvertreter oder andere Auskunftspersonen nach ihrem Wissen oder ihrer Meinung. Außerdem können sie sich bei Recherchen und vor allem in konkreten Rechtsfragen vom parteipolitisch neutralen Gesetzgebungs- und Beratungsdienst der Landtagsverwaltung unterstützen lassen.
Das Öffentlichkeitsgebot des Plenums gilt grundsätzlich nicht für die Sitzungen der Ausschüsse. Mit Ausnahme der öffentlichen Anhörungen und der in bestimmten Fällen vorgeschriebenen öffentlichen Erörterung eines Gesetzentwurfs oder Entschließungsantrags bleiben die Ausschussmitglieder bei ihren Sitzungen unter sich.

### Behandlung von Eingaben
Eingaben aus der Bevölkerung schaffen eine lebendige und direkte Verbindung zwischen Volk und Parlament. Das Petitionsrecht ist ein äußerst wichtiges Kontrollinstrument. Das Parlament ist zur Behandlung aller ihm zugehenden und in seinen Zuständigkeitsbereich fallenden Eingaben verpflichtet. In einer Wahlperiode erhält der Niedersächsische Landtag etwa 7.000 Eingaben. Die Beschlussempfehlung des Ausschusses, mit der die Eingabe abgeschlossen werden soll, wird vom Landtag in der öffentlichen Plenarsitzung beraten und entschieden. Der gefasste Beschluss wird der Einsenderin oder dem Einsender anschließend durch ein Schreiben des Landtagspräsidenten oder einer Vizepräsidentin/einem Vizepräsidenten mitgeteilt. Zurzeit werden etwa 50 Prozent aller an den Landtag gerichteten Eingaben vom Petitionsausschuss behandelt, die verbleibende andere Hälfte der Eingaben wird in den jeweiligen Fachausschüssen behandelt.

## Landtagspräsidenten

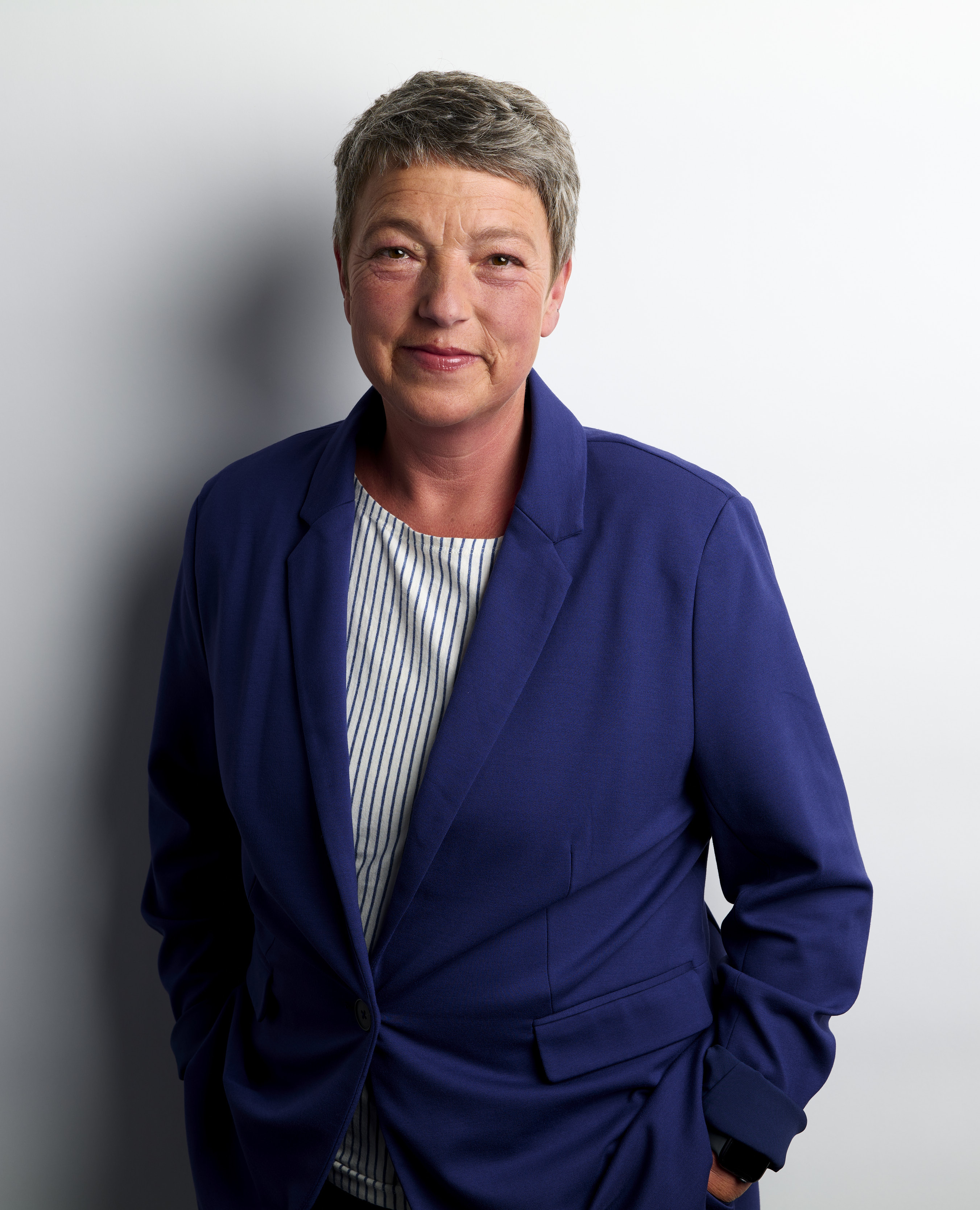
Hanna Naber (SPD), Präsidentin des Niedersächsischen Landtags

| Name | Name                | Fraktion | Amtszeit  |
| ---- | ------------------- | -------- | --------- |
|      | Karl Olfers         | SPD      | 1946–1955 |
|      | Werner Hofmeister   | DP/CDU   | 1955–1957 |
|      | Paul Oskar Schuster | DP/CDU   | 1957–1959 |
|      | Karl Olfers         | SPD      | 1959–1963 |
|      | Richard Lehners     | SPD      | 1963–1967 |
|      | Wilhelm Baumgarten  | SPD      | 1967–1974 |
|      | Heinz Müller        | CDU      | 1974–1982 |
|      | Bruno Brandes       | CDU      | 1982–1985 |
|      | Edzard Blanke       | CDU      | 1985–1990 |
|      | Horst Milde         | SPD      | 1990–1998 |
|      | Rolf Wernstedt      | SPD      | 1998–2003 |
|      | Jürgen Gansäuer     | CDU      | 2003–2008 |
|      | Hermann Dinkla      | CDU      | 2008–2013 |
|      | Bernd Busemann      | CDU      | 2013–2017 |
|      | Gabriele Andretta   | SPD      | 2017–2022 |
|      | Hanna Naber         | SPD      | seit 2022 |

## Sonstiges
Der Landtag kann – nach Anmeldung – von Gruppen besichtigt werden, die an Sitzungen als Zuhörer teilnehmen, Filme über den Landtag sehen und Diskussionen mit Abgeordneten führen.